# Pierre-Firmin Martin
Pour les articles homonymes, voir Pierre Martin et Martin.
Pierre-Firmin Martin, appelé le Père Martin, né le 17 février 1817 à Salins-en-Jura (Salins-les-Bains) et mort le 1er octobre 1891, est un marchand de tableaux français.

## Biographie

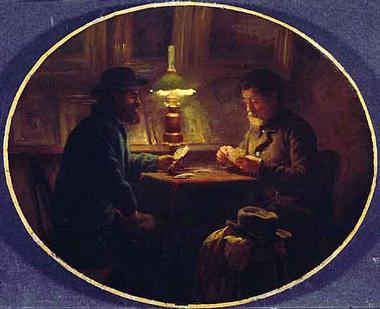
Jeu de carte chez "le Père Martin", Adolphe-Félix Cals, 1859.

Fils d'un cultivateur installé au 26 rue de la Chaussée Clignancourt, à Montmartre, comme marchand de vins, Pierre-Firmin Martin eu plusieurs activités. Il fut ouvrier sellier et jouait parfois l'acteur dans les théâtres du quartier. 
En 1837, il épousa Victoire Adèle Davy une couturière, puis il ouvre une boutique 20 rue de Mogador avec Stanislas Cloche un brocanteur. Il se spécialise dans la vente de tableaux et sa boutique prend le surnom de « Cercle Mogador ». Il devient le marchand et le soutien des peintres de Barbizon et de Saint-Siméon à Honfleur et vend les toiles de Adolphe-Félix Cals, d'Eugène Boudin de Johan Barthold Jongkind qu'il fera exposer au Salon en 1859, et également de Lépine, Millet, Pissarro, Ribot, Théodore Rousseau, Sisley, Troyon…
Il habite alors rue Mansart, mais en 1859, il s'installe 52 rue Laffitte, ensuite 29 rue Saint-Georges. C'est à cette adresse que Nicolas François Octave Tassaert lui vendit tout son atelier avant de cesser de peindre.
Il sera le premier à s’intéresser aux pré-impressionnistes et aux impressionnistes.
En 1870, Monet, soucieux de collectionner les toiles de ses amis troque auprès de Martin sa Vue de Bougival, aussi appelé Le Pont de Bougival aujourd'hui au Currier Museum of Art, et cinquante francs contre une peinture de Cézanne.
En 1874, la Société anonyme des artistes peintres, sculpteurs et graveurs dont il est le gérant provisoire, organise la première exposition impressionniste, boulevard des Capucines à Paris, dans l'atelier de Nadar.
Pour de la deuxième exposition des impressionnistes, Martin prête quatre toiles de Sisley (Effet de neige, Une route aux environs de Marly (pourrait correspondre au Chemin de la Machine, Louveciennes), L'Abreuvoir de Marly, en hiver (National Gallery) et Route de Saint-Germain).
Martin s'entoure d'une clientèle de riches collectionneurs : Henri Rouart, Gustave et Achille Arosa, Jean Dollfuss, Nicolas Auguste Hazard, Victor Chocquet [...] ou le comte Armand Doria rencontré en 1858. Ce dernier l'accueille avec un grand nombre de peintres dans son château d'Orrouy.
Pierre-Firmin Martin meurt le 1er octobre 1891 à son domicile 29 rue Saint-Georges à Paris. Léonie Rose Davy (madame Charbuy), une nièce de sa femme, son héritière poursuit le commerce de son oncle. Au cours d'une des ventes qui suivirent en 1899, on dénombra 36 œuvres de Adolphe-Félix Cals, 69 de Jean-Baptiste Camille Corot, 2 de Gustave Courbet, 10 d'Honoré Daumier, 4 d'Eugène Delacroix, 9 de Théodore Rousseau.